# Доуди Смит
Доуди Смит (на английски: Dodie Smith) е английска писателка, авторка на бестселъри в жанровете детска литература, любовен роман и мемоари, сред най-успешните драматурзи на своето поколение. Писала е и под псевдонимите Ч. Л. Антъни (C. L. Anthony) и Чарлз Хенри Пърси (Charles Henry Percy) в началото на творчеството си.

## Биография и творчество
Дороти „Доуди“ Гладис Смит е родена на 3 май 1896 г. в Уитфийлд, Ланкашър, Англия, в семейството на Ърнест Смит и Елла Фърбър. Когато през 1898 г. баща ѝ умира с майка си се мести при нейните родители в Манчестър. Под влиянието на семейството се насочва към театъра като участва в малки роли в театъра и пише първата си малка пиеса, когато е на 10 години.
През 1910 г. майка ѝ се омъжва повторно и те се преместват да живеят в Лондон, където завършва девическата гимназия „Сейт Пол“. През 1914 г. постъпва в Кралската академия за драматични изкуства. Участва в множество драматични и комедийни роли по време на Първата световна война.
Нямайки особен успех в театъра, през 1923 г. започва работа като продавачка на детски играчки. Отказвайки се от мечтите си за актьорска кариера, се обръща към писането на пиеси. През 1931 г. е публикувана първата ѝ пиеса „Autumn Crocus“ (Есенен минзухар) под псевдонима Ч. Л. Антъни. Пиесата е много успешна и я прави известна. В следващите години пише още пиеси, някои от които също имат успех и са екранизирани.
През 1939 г. се омъжва за Алек Бийсли, актьор, бивш служител в магазина за играчки., който след това става неин литературен мениджър. През 1940 г. се местят в САЩ, най-вече заради позицията си на пацифист, социални и правни трудности, които са възникнали. Носталгията по Англия я вдъхновява да напише първия си роман. За това благоприятстват приятелствата ѝ с писателите Кристофър Ишъруд, Чарлз Бракет и Арчибалд Кронин.
Романът ѝ „Моят замък“ е публикуван през 1948 г. Той става бестселър и през 1954 г. е екранизиран в едноименния филм с участието на Джанет Мънро, Росина Енрайт и Уилфред Даунинг. През 2003 г. е направен римейк с участието на Ромона Гарай, Роуз Бърн и Бил Най.
Доуди Смит е голяма любителка на животните и живее заедно със своите кучета далматинци. През 1956 г. е публикуван най-известният ѝ роман „101 далматинци“. Понго и Пердита има кучило от 15 кученца, но не могат да им се радват дълго, тъй като жестоката Крюела де Вил наема бандити да ги отвлекат, за да си направи от тях кожено палто. Понго и Пердита се отправят на спасителна мисия ... Романът става международен бестселър. През 1961 г. е екранизиран в първия анимационен филм на „Уолт Дисни“ „Сто и един далматинци“, а през 1996 г. и в игрален филм с участието на Глен Клоуз, Джеф Даниелс и Джоли Ричардсън.
През 1967 г. е издадено и продължението на сагата за далматинците – „Новите приключения на далматинците“.
В следващите години публикува още няколко съвременни любовни романи. До смъртта си публикува и 4 тома с мемоари, а петият остава недовършен.
Доуди Смит умира на 24 ноември 1990 г. в Утълсфорд. Тялото ѝ е кремирано и разпръснато по вятъра. Литературният и личният ѝ архив се съхранява в Бостънския университет.

## Произведения

### Самостоятелни романи
- I Capture the Castle (1948)
Моят замък, изд.: „Унискорп“, София (2005), прев. Мария Чайлд
- Girl from the Candle-lit Bath (1961)
- The New Moon With the Old (1963)
- The Town in Bloom (1965)
- It Ends with Revelations (1967)
- Tale of Two Families (1970)
- The Midnight Kittens (1978)

### Серия „101 далматинци“ (The 101 Dalmatians)
1. The 101 Dalmatians (1956) – издаден и като „The One Hundred and One Dalmatians“
101 далматинци, изд. „Народна младеж“ (1986) „Знак: Дамян Янков“ (1994, 2003), ИК „Труд“ (2015), прев. Жечка Георгиева
101 далматинци: Игри на петънца, ИК „Пан“, (1997, 1998), прев. Жечка Георгиева
101 далматинци, изд. „Егмонт България“, София (2007), прев. Ирина Димитрова
2. The Starlight Barking (1967)
Новите приключения на далматинците, изд.: ИК „Пан“, София (1998), прев. Елена Коцева

#### По романа „101 далматинци“
- 102 Dalmatians
102 далматинци – Кученцето без петна, изд.: „Егмонт България“, София (2001), прев. Ирена Витанова

### Пиеси
- Autumn Crocus (1931)
- Service (1932)
- Touch Wood (1934)
- Call It a Day (1936)
- Bonnet Over the Windmill (1937)
- Dear Octopus (1938)
- Lovers and Friends (1947)
- Letter from Paris (1954)
- Amateur Means Lover (1962)

### Документалистика

#### Серия „Автобиографии“ (Dodie Smith's Autobiography)
1. Look Back with Love (1974)
2. Look Back with Mixed Feelings (1978)
3. Look Back with Astonishment (1979)
4. Look Back with Gratitude (1985)

### Екранизации
- 1915 Schoolgirl Rebels – кратък филм
- 1933 Looking Forward – по пиесата „Service“
- 1934 Autumn Crocus – по пиесата „Autumn Crocus“
- 1937 Call It a Day – по пиесата
- 1943 Dear Octopus – по пиесата
- 1944 The Uninvited – сценарий
- 1946 To Each His Own
- 1948 Call It a Day – ТВ филм, по пиесата
- 1950 The Prudential Family Playhouse – ТВ сериал, 1 епизод по пиесата „Call It a Day“
- 1951 Darling, How Could You! – сценарий
- 1952 BBC Sunday-Night Theatre – ТВ сериал, 1 епизод по пиесата „Autumn Crocus“
- 1953 Dear Octopus – ТВ филм
- 1954 I Capture the Castle – ТВ филм, по романа
- 1956 Der erste Frühlingstag – по пиесата „Call it a Day“
- 1956 Call It a Day – ТВ филм, по пиесата
- 1956 – 1957 Matinee Theatre – ТВ сериал, 2 епизода по „Call It a Day“ и „Autumn Crocus“
- 1959 ITV Play of the Week – ТВ сериал, 1 епизод по пиесата „Touch Wood“
- 1960 BBC Sunday-Night Play – ТВ сериал, 1 епизод по пиесата „Dear Octopus“
- 1960 Zo maar een dag in de lente – ТВ филм, по „Call it a Day“
- 1961 Сто и един далматинци – по романа „101 далматинци“
- 1961 The Dinah Shore Chevy Show – ТВ сериал, 1 епизод по пиесата „Autumn Crocus“
- 1971 Der erste Frühlingstag – ТВ филм, по „Call it a Day“
- 1972 ITV Playhouse – ТВ сериал, 1 епизод по пиесата „Dear Octopus“
- 1986 Jackanory – ТВ сериал, 1 епизод по романа „101 далматинци“
- 1996 101 Далматинци – по романа „101 далматинци“, римейк на филма от 1961 г.
- 1997 – 1998 101 далматинци – ТВ сериал, 65 епизода
- 2000 102 далматинци – по романа „101 далматинци“
- 2003 Capture the Castle – по романа
- 2003 101 далматинци II: Приключението на Пач в Лондон – по романа „101 далматинци“